# Колін Гарві
Колін Гарві (англ. Colin Harvey, нар. 16 листопада 1944, Ліверпуль) — англійський футболіст, що грав на позиції півзахисника. По завершенні ігрової кар'єри — тренер.
Виступав, зокрема, за клуб «Евертон», а також національну збірну Англії.
Чемпіон Англії. 

## Клубна кар'єра
Народжений у Ліверпулі гравець з 15 років займався футболом у клубній структурі місцевого «Евертона», а вже у 18 років, у 1963, дебютував за його головну команду, вийшовши в основному складі англійців на виїздну гру Кубка чемпіонів проти італійського «Інтернаціонале». Починаючи із сезону 1964/65 вже став стабільним гравцем основного складу «Евертона», сформувавши з Аланом Боллом і Говардом Кендаллом середню ланку команди, яку вболівальники охрестили «Святою трійцею». Разом з партнерами по команді 1966 року виборов Кубок Англії, а за чотири роки здобув титул чемпіона країни. Загалом за одинадцять сезонів взяв участь 310 іграх чемпіонату, в яких забив 18 голів.
Завершив професійну ігрову кар'єру у клубі «Шеффілд Венсдей», за команду якого виступав протягом 1974—1976 років, провівши по одному сезону у другому і третьому англійських дивізіонах.

## Виступи за збірну
1971 року провів свою першу і єдину гру у складі національної збірної Англії.

## Кар'єра тренера
Завершивши ігрову кар'єру, перейшов на тренерську роботу. Тривалий час був асистентом свого колишнього партнера по півзахисту «Евертона» Говарда Кендалла у тренерському штабі своєї рідної команди. 1987 року, коли Кендалл після тріумфу у чемпіонаті Англії попереднього сезону був запрошений до іспанського «Атлетіка» (Більбао), саме Гарві очолив команду «Евертона» і завоював з нею Суперкубок 1987 року. Після повернення Кендалла на тренерський місток ліверпульської команди у 1990 знову став його асистентом.
Згодом працював помічником Грема Шарпа у тренерському штабі «Олдем Атлетик» та Едріана Гіта у «Бернлі».
З 1997 року знову працював в «Евертоні», цього разу тренером молодіжної команди, а у 2000-х очолював скаутську службу «Болтон Вондерерз».

## Титули і досягнення
- Чемпіон Англії (1):

«Евертон»:  1969-1970
- Володар Кубка Англії (1):

«Евертон»: 1965-1966
- Володар Суперкубка Англії (3):

«Евертон»: 1963, 1970 (як гравець)
«Евертон»: 1987 (як головний тренер)